# Katja Schülke
Katja Schülke (* 18. März 1984 in Frankfurt (Oder), zeitweise auch Katja Kramarczyk) ist eine ehemalige deutsche Handballspielerin.

## Karriere
Die 1,78 m große Katja Schülke spielte ab 1994 als Torfrau beim Frankfurter HC, mit dem sie 2003 den DHB-Pokal und 2004 die Deutsche Meisterschaft gewann. Zur Saison 2008/09 wechselte Schülke zum HC Leipzig, mit dem sie 2009 und 2010 die deutsche Meisterschaft sowie 2014 und 2016 den DHB-Pokal gewann. Sie nahm mit der deutschen Nationalmannschaft der Frauen an mehreren Welt- und Europameisterschaften teil. Ab Juli 2013 pausierte sie schwangerschaftsbedingt. Im Dezember 2013 brachte sie einen Sohn zur Welt. Im Sommer 2014 kehrte Schülke in den Kader des HCL zurück. 2012 und 2014 wurde sie zur Handballerin des Jahres gewählt. Am 15. Februar 2017 wurde ihr Vertrag beim HC Leipzig in beiderseitigem Einvernehmen aufgelöst. Anschließend schloss sie sich Bayer 04 Leverkusen an. Im Sommer 2018 beendete sie ihre Karriere.
Seit 2020 ist Katja Schülke als Verbandspsychologin des DHB tätig. Zudem ist sie Teil des neuen DHB-Torwart-Kompetenz-Teams.
Sie ist selbständige Sportpsychologin und begleitet überwiegend Profisportler in den Themenbereichen mentale Stärke und Gesundheit.

## Erfolge
- Deutsche Meisterin  2003/04 (Frankfurter HC), 2008/09 und 2009/10 (HC Leipzig)
- Deutsche Pokalsiegerin 2003 (Frankfurter HC), 2014 und 2016 (HC Leipzig)
- Supercupgewinnerin 2008 mit dem HC Leipzig
- 5. Platz Juniorinnen-WM 2003
- Handballerin des Jahres 2012 und 2014 (Leserwahl der Fachzeitschrift Handballwoche)